# Phytomyza ilicis
Phytomyza ilicis este o specie de muște din genul Phytomyza, familia Agromyzidae, descrisă de Curtis în anul 1846. Conform Catalogue of Life specia Phytomyza ilicis nu are subspecii cunoscute.